# Juan Rizi
Juan Andrés Rizi (ur. w 1600 w Madrycie, zm. w 1681 w Monte Cassino) – hiszpański malarz okresu baroku. 
Był synem Włocha Antoniego Ricciego z Ankony. W 1628 wstąpił do zakonu benedyktynów. Malował obrazy religijne i portrety. Był autorem Traktatu o mądrym malarstwie. Malarzem był również jego brat Francisco Rizi. 

## Wybrane dzieła
- Brat Alonso da San Vitore -  ok. 1659, 210 x 158 cm, Museo de Bellas Artes, Burgos
- Kolacja św. Benedykta -  ok. 1630, 185 x 216 cm, Prado, Madryt
- Matka Boska z Montserrat z mnichem -  ok. 1645, 264 x 167,5 cm, Bowes Museum, Barnard Castle
- Msza św. Benedykta -  281 x 212 cm, Akademia San Fernando, Madryt
- Posłaniec -  ok. 1640, 176 × 97 cm, Kolekcja Fundación Banco Santander, Madryt
- Tiburcio Redin Cruzat -  1635, 203 x 124 cm, Prado, Madryt